# Rue89
Rue89（リュ89）は2007年フランス大統領選の決選投票の5月6日にサイトが開設されたフランスのインターネット新聞。左派系紙リベラシオンの元記者によって設立された。
「Votre revolution de l'info（あなたの情報革命）」を標榜し、サイト名はロンドンのかつての新聞社街Fleet Streetにならったものか、フランス革命勃発の年（1789年）に「Rue（通り）」をつけた「89番通り」（実際の事務所所在地は「80番通り」）。
当時のサルコジ候補（現大統領）のセシリア夫人が（仏大統領選・決選投票を棄権したことを真っ先に報じたことで、一躍有名になった。
記事は、所属ジャーナリスト記事に加え、一般の読者（大学教授等、有識者の実名による投稿も見られる）からの投稿記事で構成されている。
また、ジャーナリストは実名で記事を出しており、記事に対しての様々な意見は、全て書いた本人が引き受ける仕組みとなっている。それゆえ、各記事コメント欄に寄せられた意見に、ジャーナリストが答えるという、双方向での議論も盛んになっている。
欧州ではメディアとして認知され、世界新聞協会（World Association of Newspapers（WAN））の会議にも参加している。

## 他言語版

### Rue89Japon (日本語版)
2008年9月、仏Rue89の公式パートナーとして、日本語版「Rue89Japon」が発足。仏Rue89の翻訳記事や独自の記事の配信を開始。